# Tancredo Pinochet
Tancredo Pinochet Le-Brun (Talca, 17 de marzo de 1879-1957) fue un político e intelectual nacionalista chileno, periodista autodidacta, académico y autor de crónicas, ensayos, cuentos y novelas. Fue rector de la Escuela de Artes y Oficios (actual Universidad de Santiago de Chile).
Como escritor, formó parte de la llamada «Generación del centenario», donde sus libros La conquista de Chile en el siglo xx (1909) e Inquilino en la Hacienda de Su Excelencia (1916) hicieron una ácida crítica a la entrega de recursos naturales nacionales a los imperialismos extranjeros y el trato inhumano que los inquilinos recibían en las haciendas de la aristocracia chilena. Junto con Alberto Edwards Vives, Francisco Antonio Encina y Luis Galdames Galdames (quienes también eran parte del movimiento intelectual mencionado) fundó el Partido Nacionalista (1910-1914), el primer partido de esta ideología en Chile.

## Biografía
Hijo de una notable familia de profesores de clase media, su padre fue Marcos Fidel Pinochet Espinosa y su madre Isabel Le-Brun Reyes, una notable educadora, fundadora del Instituto Pinochet Le Brun.
Estudió en el Instituto Pedagógico de la Universidad de Chile, de donde egresó como profesor de inglés en 1914.
Desde muy niño tuvo vocación para el periodismo; creó su propio diario infantil y envió sus colaboraciones (con el pseudónimo “Alberto Brum”) al diario La Autoridad de Talca. 
Posteriormente, vivió por diez años en Europa, donde aprovechó de escribir Viaje de esfuerzo y Viaje de un plebeyo por Europa que narraron sus experiencias en dicho continente. Tras su regreso a Santiago escribió para los principales diarios de la capital chilena: La Ilustración, la revista Pluma y Lápiz y La Revista de los Poblete Cruzat.
Después de 1910, vivió en Buenos Aires y en las décadas de 1920 y 1930 viajó por Hispanoamérica dando conferencias.

## Actuación política
Junto con Alberto Edwards Vives, Francisco Antonio Encina, Luis Galdames y Guillermo Subercaseaux, fundó el primer partido nacionalista chileno, el Partido Nacionalista o Unión Nacional. Este partido, pese a sus magros logros electorales, tendrá una gran influencia en el futuro principalmente en la implementación de políticas de Estado, en materia social y de desarrollo económico en los gobiernos de Carlos Ibáñez del Campo.
A manera de ensayo periodístico, publicó el libro Inquilino en la Hacienda de su Excelencia, donde para reportear la vida de los trabajadores de la hacienda del presidente de la República se hizo emplear allí como inquilino (peón, bracero).
Fue crítico del problema de la cobertura y la calidad de la educación chilena, e hizo énfasis en la importancia de la obligatoriedad de la instrucción primaria y la incorporación de la educación técnica para el desarrollo económico nacional que concluyó en 1930 con la aprobación en el Congreso de la Ley de Instrucción Primaria Obligatoria.

## Obras
Las más importantes son:

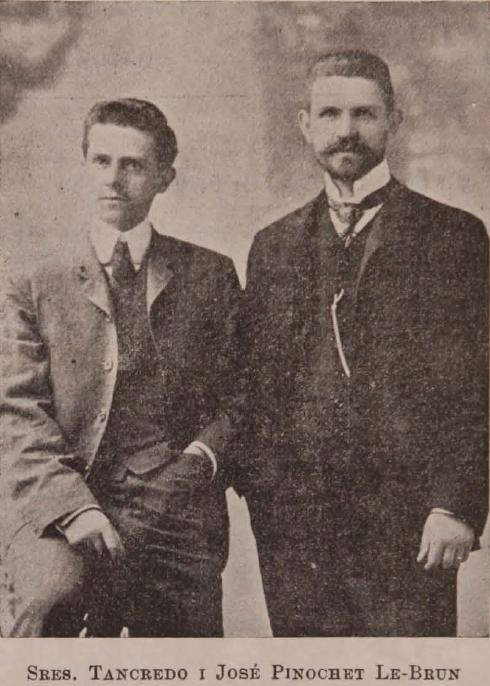
Tancredo y José Pinochet Le-Brun (1904).

- La conquista de Chile en el siglo XX, publicado en 1909, el ensayo más importante de su carrera [cita requerida]
- Bases para una política educacional
- Inquilino en la hacienda de su Excelencia

Otros:
- Por qué soy amigo de la Unión Soviética (1941)
- Crónicas de Londres a Madrid y Nueva York
- Nieves eternas
- Rastrojos
- Este es Chile tu Patria
- El diálogo de las dos Américas
- Cómo construir la civilización chilena
- La transfiguración de Hitler

Ensayos:
- Riqueza y dinero
- Es la guerra una necesidad humana
- Si yo fuera presidente
- La pampa salitrera y el Infierno de Dante
- Complejo de inferioridad de Hispanoamérica

Obras de carácter íntimo:
- Cartas a mi hijo (dos volúmenes)
- Cartas a mi sobrina
- Cartas a un padre
- Una Biblia humana